# Serradilla
Serradilla (La Serraílla en extremeño) es una villa y municipio de la provincia de Cáceres, comunidad autónoma de Extremadura, en España. Pertenece al partido judicial de Plasencia y a la mancomunidad de los Riberos del Tajo.
Parte de su término municipal se halla incluido en el parque nacional de Monfragüe, perteneciendo a Serradilla zonas destacadas como la pedanía de Villarreal de San Carlos.
La villa es conocida por albergar en el convento de las Agustinas Recoletas la imagen del Santo Cristo de la Victoria de Serradilla, una talla del siglo XVII realizada por el escultor madrileño Domingo de Rioja, considerada una de las imágenes religiosas de mejor calidad artística de Extremadura.

## Geografía física
El término municipal de Serradilla limita con los siguientes municipios:
| Noroeste: Mirabel          | Norte: Malpartida de Plasencia | Noreste: Toril             |
| Oeste: Casas de Millán     |                                | Este: Torrejón el Rubio    |
| Suroeste: Monroy y Talaván | Sur: Monroy                    | Sureste: Torrejón el Rubio |

## Historia

### Antecedentes históricos
En 1965 se encontró en un olivar el conocido como Tesoro de Serradilla, que data del siglo IV a. C. de periodo orientalizante aunque los motivos se crean célticos por ser cabezas repujadas decoradas con filigranas.

### Villa

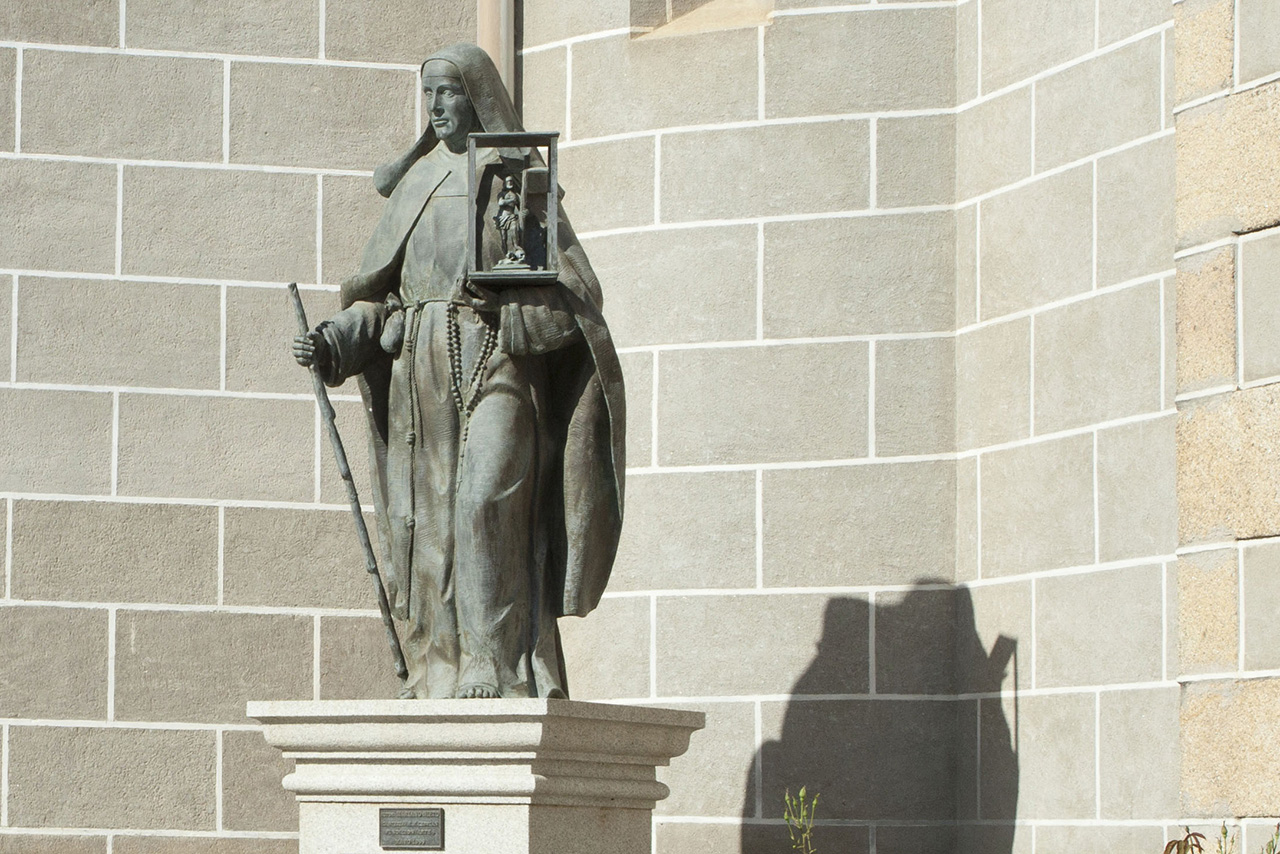
Monumento levantado en Serradilla a Francisca de Oviedo y Palacios.

En 1557 fue nombrada villa realenga por el rey Felipe II.
El sábado 13 de abril de 1641 hizo su entrada triunfal en Serradilla, la imagen del Santo Cristo de la Victoria de Serradilla. Años más tarde, en 1660, se fundó el Monasterio de Agustinas Recoletas, quedando estas como guardianas de dicha imagen.
Entre 1758 y 1788 fue fundada por Carlos III la aldea aneja de Villarreal de San Carlos, concediéndole exenciones y ventajas para ayudar a su poblamiento. Esta aldea, dependiente de Serradilla, de apenas 30 habitantes en la actualidad, se ha convertido en el lugar de confluencia de visitantes al parque nacional de Monfragüe.

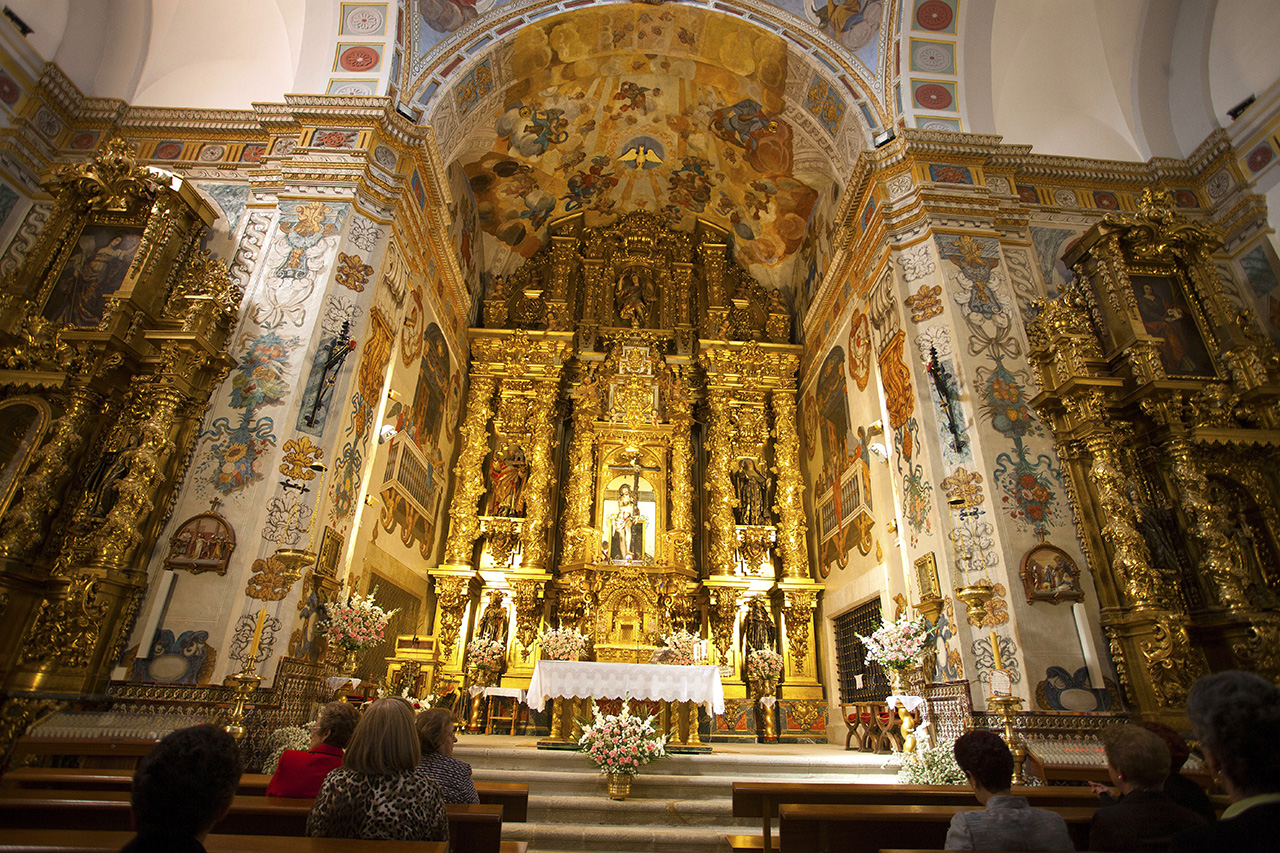
Interior del Monasterio del Cristo de la Victoria. Retablos barrocos.

Durante siglos, uno de los más importantes pueblos de la Alta Extremadura, fue una localidad de numerosos artesanos, fondas y pensiones. De grandes sociedades tanto ganaderas como agrarias. En este plano cabe destacar el famoso Casino de la Plaza de los siglo XVIII Y XIX, siendo a partir del siglo pasado, cuando se abrió a todo el público, no solo a los socios. Destacan varios cines de invierno y verano, imprentas, fraguas, oribes.

### Municipio
A la caída del Antiguo Régimen la localidad se constituye en municipio constitucional en la región de Extremadura, desde 1834 quedó integrado en el Partido Judicial de Plasencia. En el censo de 1842 contaba con 430 hogares y 2356 vecinos.
En 1965, en el límite del término serradillano con Torrejón el Rubio y Toril, se produjo el desastre de Torrejón, un accidente laboral catastrófico en forma de rotura de presa donde varias decenas de obreros fallecieron durante la construcción de los embalses de la confluencia de los ríos Tajo y Tiétar.

## Demografía
Serradilla cuenta con una población de 1482 habitantes (INE 2024).
| Gráfica de evolución demográfica de Serradilla entre 1842 y 2021                                                    |
| |
| Población de derecho según los censos de población del INE Población de hecho según los censos de población del INE |

Según el nomenclátor, en el término municipal de Serradilla hay dos núcleos de población reconocidos como tal: Serradilla y Villarreal de San Carlos, estando la población del municipio distribuida de la siguiente forma:
| Localidad                | 2002 | 2005 | 2008 | 2011 | 2014 |
| ------------------------ | ---- | ---- | ---- | ---- | ---- |
| Serradilla (villa)       | 1826 | 1751 | 1711 | 1632 | 1581 |
| Serradilla (diseminados) | 0    | 20   | 30   | 32   | 30   |
| Villarreal de San Carlos | 38   | 21   | 23   | 14   | 13   |
| Total                    | 1864 | 1792 | 1764 | 1678 | 1624 |

## Símbolos
El escudo de Serradilla fue aprobado mediante la "Orden de 15 de noviembre de 2004, por la que se aprueba el Escudo Heráldico, para el Ayuntamiento de Serradilla", publicada en el Diario Oficial de Extremadura el 4 de diciembre de 2004 luego de haber aprobado el expediente el pleno municipal el 16 de julio y haber emitido informe el Consejo Asesor de Honores y Distinciones de la Junta de Extremadura el 9 de noviembre. El escudo se blasona oficialmente así:

Escudo de plata. Una cruz griega recortada, cantonada de cuatro cabezas de lobo de sable, lampasadas de gules. Al timbre, corona real cerrada.

## Administración y política
En la siguiente tabla se muestran los votos en las elecciones municipales de Serradilla, con el número de concejales entre paréntesis, desde las primeras elecciones municipales democráticas:
| Año  | Año | Populares          | Socialistas   | Izquierda           | Centro            | Regionalistas             | Otros                    |
| ---- | --- | ------------------ | ------------- | ------------------- | ----------------- | ------------------------- | ------------------------ |
| 1979 |     | CD: 179 (1)        | PSOE: 306 (2) | PCE: 268 (2)        | UCD: 530 (5)      | No se presentaron         | AE: 119 (1)              |
| 1983 |     | AP-PDP-UL: 301 (3) | PSOE: 659 (6) | PCE: 98 (0)         | No se presentaron | No se presentaron         | SI: 246 (2) US: 72 (0)   |
| 1987 |     | AP: 300 (2)        | PSOE: 787 (7) | IU: 91 (0)          | CDS: 324 (2)      | No se presentaron         | No hubo más candidaturas |
| 1991 |     | PP: 268 (2)        | PSOE: 740 (6) | IU: 241 (2)         | No se presentaron | PREX: 155 (1)             | No hubo más candidaturas |
| 1995 |     | PP: 678 (6)        | PSOE: 543 (4) | IU-LV: 129 (1)      | No se presentaron | EU-CREX-PREX: 31 (0)      | No hubo más candidaturas |
| 1999 |     | PP: 582 (4)        | PSOE: 594 (5) | IU-CE: 96 (0)       | No se presentaron | No se presentaron         | No hubo más candidaturas |
| 2003 |     | PP: 772 (6)        | PSOE: 479 (3) | No se presentaron   | No se presentaron | No se presentaron         | No hubo más candidaturas |
| 2007 |     | PP-EU: 498 (4)     | PSOE: 517 (4) | IU-SIEX: 160 (1)    | No se presentaron | EU en coalición con el PP | No hubo más candidaturas |
| 2011 |     | PP-EU: 533 (5)     | PSOE: 288 (2) | IU-V-SIEX: 112 (1)  | No se presentaron | IPEX: 120 (1)             | ADS: 79 (0)              |
| 2015 |     | PP: 327 (3)        | PSOE: 414 (4) | No se presentaron   | No se presentaron | eX: 129 (1)               | Serradillanos: 168 (1)   |
| 2019 |     | PP: 199 (1)        | PSOE: 623 (6) | Podemos-IU: 101 (1) | Cs: 102 (1)       | No se presentaron         | No se presentaron        |
| 2023 |     | PP: 79 (0)         | PSOE: 672 (7) | Podemos-IU: 102 (1) | Cs: 111 (1)       | No se presentaron         | No se presentaron        |

| Periodo   | Nombre                                                                                             | Partido |
| --------- | -------------------------------------------------------------------------------------------------- | ------- |
| 1979-1983 | Luis Cabello (hasta 1980) Francisco Díaz (desde 1980)                                              | UCD     |
| 1983-1987 | Francisco Castañares Morales                                                                       | PSOE    |
| 1987-1991 | Francisco Castañares Morales (hasta 1989)[cita requerida] Carlos Díaz (desde 1989)[cita requerida] | PSOE    |
| 1991-1995 | Carlos Díaz[cita requerida]                                                                        | PSOE    |
| 1995-1999 | Carlos Jesús Fernández                                                                             | PP      |
| 1999-2003 | Félix Bravo                                                                                        | PSOE    |
| 2003-2007 | María Concepción Muñoz (hasta 2006) Eduardo Rodrigo Lobato (desde 2006)                            | PP      |
| 2007-2011 | Félix Bravo                                                                                        | PSOE    |
| 2011-2015 | Gelasio Sánchez                                                                                    | PP-EU   |
| 2015-2019 | Anna Serrano                                                                                       | PSOE    |
| 2019-2023 | Francisco Javier Sánchez Vega                                                                      | PSOE    |
| 2023-act. | Francisco Javier Sánchez Vega                                                                      | PSOE    |

## Economía
- Sociedad cooperativa agrícola Santísimo Cristo de la Victoria;
- Cooperativa ganadera San Antonio;
- Cooperativa olivarera Ntra. Sra. de la Asunción.

## Transporte y comunicaciones
Autocar de línea en días laborales con destino Plasencia.

## Servicios públicos

### Educación
Cuenta con un centro infantil municipal llamado CI Las Cigüeñas y un colegio público de Educación Infantil y Primaria llamado CEIP Cristo de la Victoria. Para la Educación Secundaria Obligatoria y el Bachillerato, el CEIP Cristo de la Victoria está adscrito al IES Gabriel y Galán de Plasencia, pero el primer ciclo de la ESO puede estudiarse en la propia villa al haber una sección de dicho instituto en el colegio serradillano.

### Sanidad
Serradilla es sede de una zona de salud dentro del área de salud de Plasencia. Pertenecen a la zona de salud de Serradilla los vecinos municipios de Mirabel y Torrejón el Rubio. En sanidad pública, en Serradilla hay un centro de salud con punto de atención continuada en la calle Cuatro Lobos y un consultorio local en Villarreal de San Carlos. En sanidad privada, el municipio cuenta con una clínica dental y una farmacia.
En cuanto a la asistencia a la tercera edad, en la localidad existen los pisos tutelados para mayores Nuestra Señora de la Asunción.

### Seguridad
Cuenta con un puesto de la Guardia Civil en la calle San Antonio.
En Serradilla existe una helibase de bomberos de la Junta de Extremadura. Fue inaugurada en 2013 por el ministro de agricultura Miguel Arias Cañete y el presidente extremeño José Antonio Monago.

## Patrimonio

### Patrimonio religioso

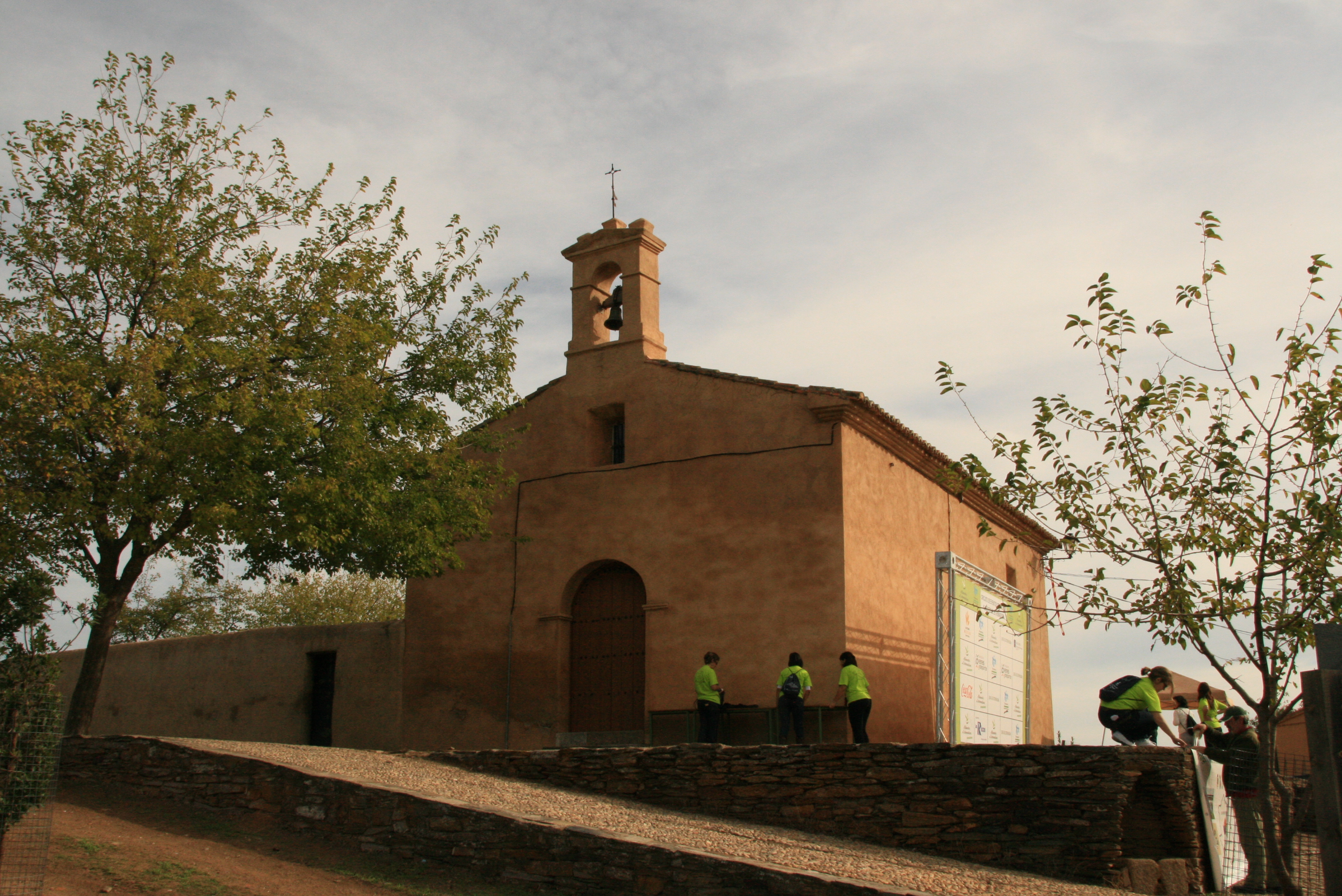
Ermita en Villarreal de San Carlos.

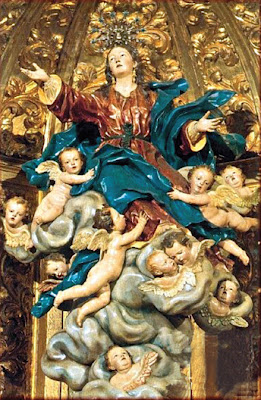
Talla de Nuestra Señora la Virgen de la Asunción, patrona de Serradilla. Obra de Luis Salvador Carmona, encargada por el gremio de labradores de la villa en 1749.

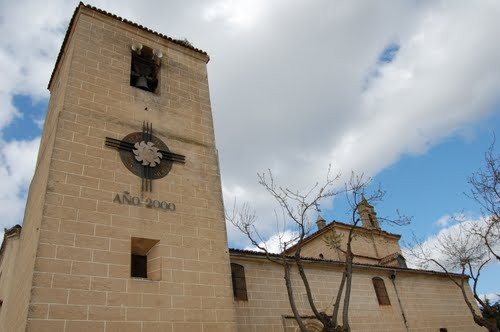
Templo parroquial de la Asunción., antiguo cementerio romano y musulmán.

La iglesia parroquial del s. XV de Nuestra Señora de la Asunción, en la archidiócesis de Mérida-Badajoz, diócesis de Plasencia, arciprestazgo de Mirabel Destaca la imagen de la Asunción de la Virgen, obra de Luis Salvador Carmona del siglo XVIII. Esta imagen fue encargada por el gremio de labradores de esta villa.La Virgen de la Asunción, Patrona de Serradilla, talla de gran realismo y valor artístico, es una de las joyas del Barroco extremeño, realizada por el escultor vallisoletano Luis Salvador Carmona en 1749, como pone en su peana, siendo encargada por la Hermandad de Labradores de la localidad, Gremio de Labradores Serradillanos. Es sin lugar a dudas una de las mejores piezas marianas del vallisoletano, de la que se ha resaltado la gozosa expresión del bellísimo rostro y el dinamismo del cuerpo, transmisor del arrebato místico del glorioso instante que escenifica, acrecentado por el revoloteo de los ropajes y los 10 querubines que la elevan en gracioso juego de diagonales, consiguiendo el típico aparato de teatralidad del barroco. La imagen, que mide 133 cm de altura, aparece con los brazos abiertos, la mirada alta, elevándose en una nube y rodeada de sus diez ángeles, de los cuales sólo tres presentan la figura completa; a los siete restantes sólo puede apreciarse la cabeza y las alas.

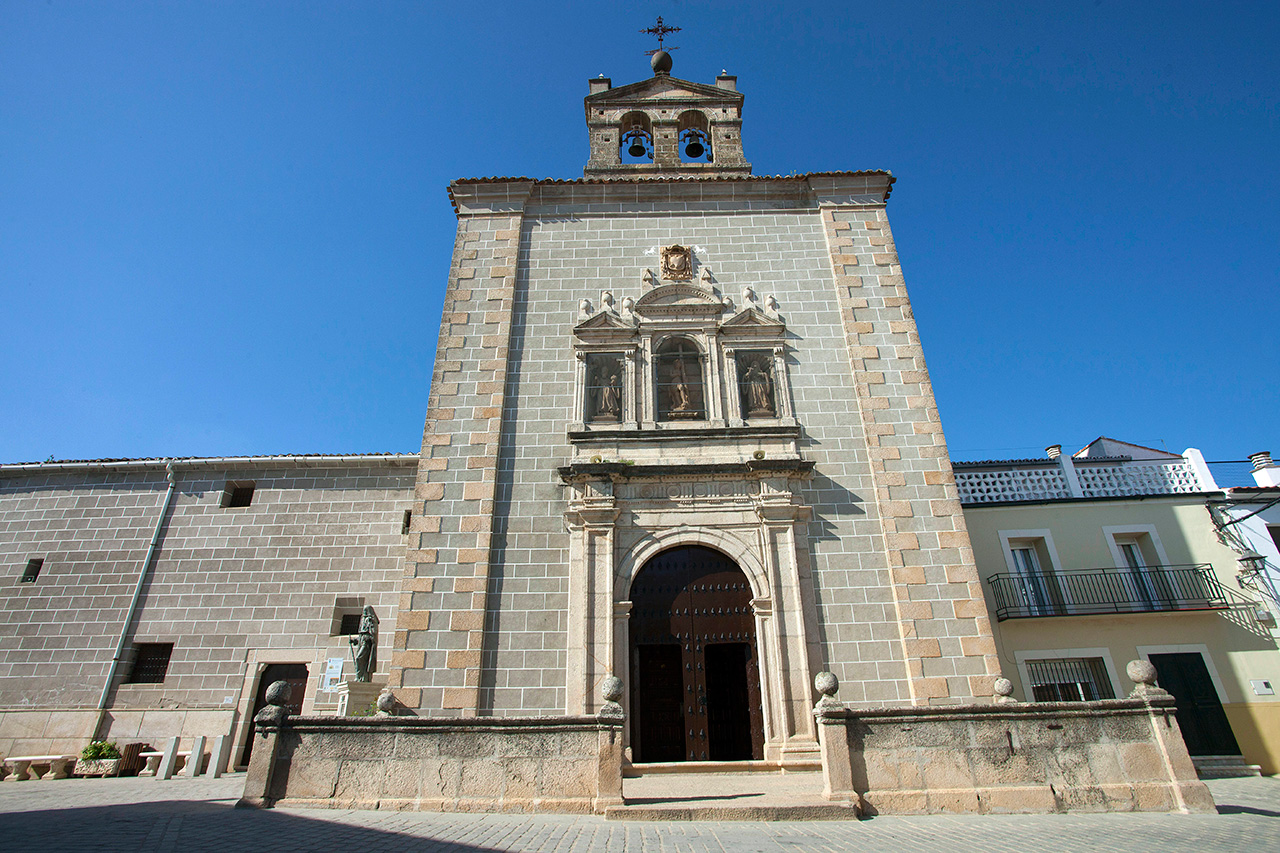
Fachada del Santuario del Santo Cristo de la Victoria de Serradilla, convento de Agustinas Recoletas.

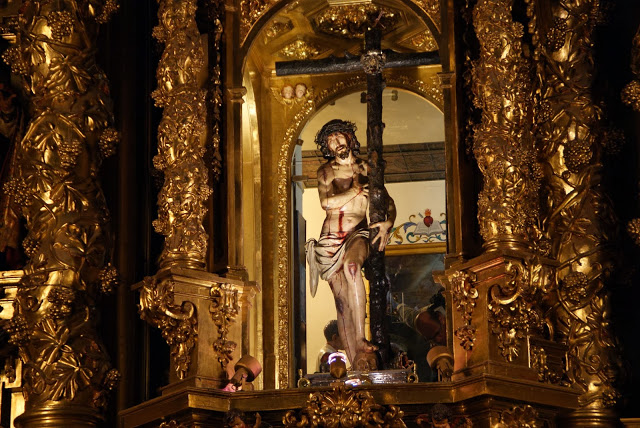
Imagen del Santísimo Cristo de la Victoria, en su camarín. Retablo barroco.

El Convento del Santísimo Cristo de la Victoria, de la orden de las Agustinas Recoletas. Construcción barroca de finales del s. XVII y principios del XVIII. Sufragado por los condes del Puerto. Destaca la imagen del Cristo, obra de Domingo de Rioja de 1631. La imagen fue traída hasta Serradilla por la Beata Francisca de Oviedo y Palacios, a la que los serradillanos están eternamente agradecidos.
Corría la década de 1630 cuando Francisca de Oviedo se puso en contacto con el escultor Domingo de Rioja para que de las manos de este saliese la talla de un Cristo victorioso. Tal fue el asombro de los fieles al ver concluida la obra en Madrid, que las trabas para traerla a Extremadura tardaron muy poco en hacerse notar. Se cuenta incluso el propio escultor quedó boquiabierto al ver el resultado, llegando incluso a decir: “Esta no es obra mía, sino de Dios”. La Capilla Real de Madrid, con Felipe IV a la cabeza no se lo iba a poner nada fácil a esta beata, ya que fue una imagen venerada durante unos años por la propia familia real. Sin embargo, Francisca de Oviedo, se salió con la suya. O al menos por un tiempo, porque antes de llegar a Serradilla, la imagen se expuso en Plasencia y claro, como no podía ser de otra forma, los placentinos querían hacerla suya. Aunque no era suya y lo sabían, y por fortuna o desventura, una madrugada del mes de abril, ocho serradillanos cargaron con el Cristo sigilosamente para llevárselo a su pueblo, donde hoy por fin descansa.
Se trata de una imagen de un Cristo Vivo Resucitado, que ha vencido a la Muerte, como símbolo de esto, pisa una calavera. Con su Cruz aplasta a la serpiente que simboliza el demonio y el pecado. Como su propio nombre indica, es una imagen victoriosa, que ha vencido al diablo y la propia muerte en cruz. La letra del himno del Santísimo Cristo de la Victoria fue escrita por el vecino Liberato Alonso, a principios del siglo XX.
Encontramos el conjunto de ermitas barrocas del siglo XVIII: San Antonio de Padua (fiesta: 13 de junio), Santa Ana de Nazaret (fiesta: 26 de julio), santa Catalina (lunes de Pascua) y santa Bárbara (situada en el cementerio, antiguamente aquí se celebraban grandes festejos, pero debido a la posterior construcción del cementerio, se fueron los bailes, las fiestas y los toros, en honor a Santa Bárbara; Se celebran 2 misas en esta ermita de grandes dimensiones, una el 2 de noviembre, día de los Fieles Difuntos, y otra 9 días más tarde el día 11, en honor a las ánimas benditas). También contaba con otras numerosas ermitas, ya desaparecidas: San Ramón esta imagen esta hoy en día en la ermita de San Antonio, Los Santos Mártires San Fabián y San Sebastián Cuyas imágenes se guardan el la de Sta. Bárbara, entre otras.
Esta villa, cuenta con una gran imaginería religiosa, tanto en la parroquia como en el Santuario del Cristo: Hay preciosas y antiquísimas tallas de : Santiago el Mayor, San Pablo y San Pedro, San José, San Isidro Labrador, San Antón Abad, Virgen del Carmen, Cristos yacentes y crucificados, como el de la Salud, Inmaculada Concepción, San Roque, San Juan Bautista, Sagrado Corazón de Jesús e Inmaculado Corazón de María, Santa Teresa de Ávila, San Tarsicio, La Dolorosa, La Soledad, el Nazareno, Virgen del Rosario, Virgen de las Candelas, Santa Rita de Cassia, San Agustín de Hipona y Santa Mónica y la bella talla de su patrona, la Asunción de María.

### Patrimonio civil

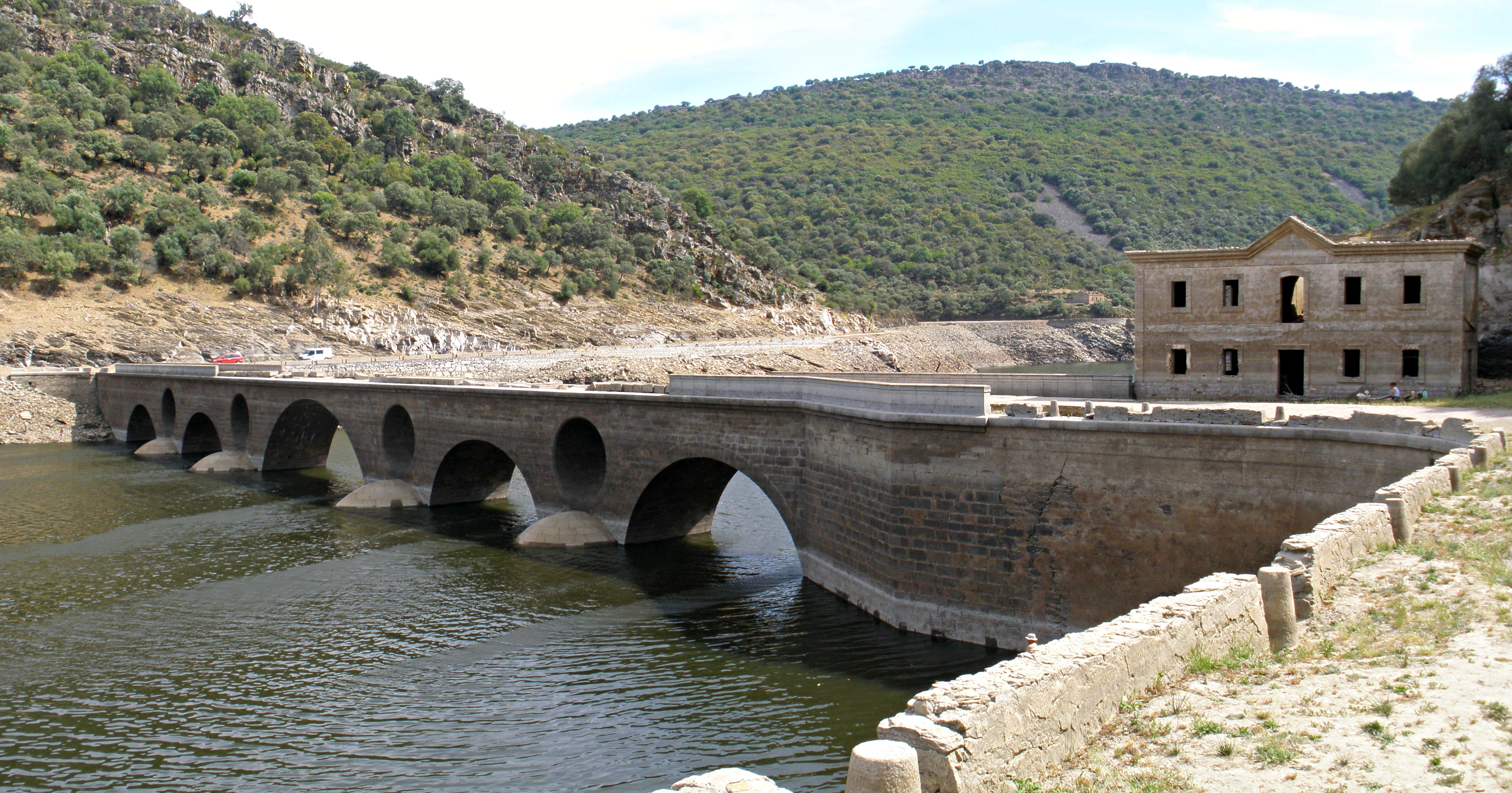
Puente del Cardenal en el parque nacional de Monfragüe, en el límite municipal entre Serradilla y Torrejón el Rubio.

Conjunto de fuentes de arquitectura popular
- Fuente de los Grifos,
- fuente Nueva,
- fuente de las Huertas,
- fuente del Capillo.

Otros
- Palacio del siglo XVIII. Calle del Palacio.
- Ayuntamiento del siglo XIX. Plaza de la Constitución.
- Antiguos molinos de agua, en la Garganta del Fraile o Garganta de los molinos.
- Palacio de paz. Antiguo Mercado de abastos. Plazuela del doctor Rivas Mateos
- Casco antiguo de su pedanía: Villarreal de San Carlos o 'El lugal nuevu'.

Edificios singulares desaparecidos
- 'El Moral', en el llano del Radical.
- Antiguo 'Rollo' situado en la plaza, actualmente Plaza de la Constitución.
- Hospital, creado por la beata Francisca de Oviedo. Plazuela del Hospital, en los llanos del Santuario del Santísimo Cristo de la Victoria. 1600 aproximadamente.

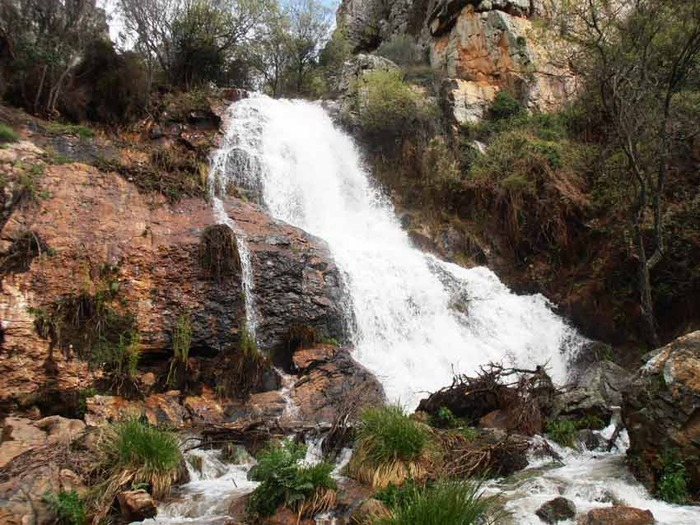
Garganta del Fraile, o garganta de los Molinos. 'El fraili

- La Imprenta.

### Patrimonio natural

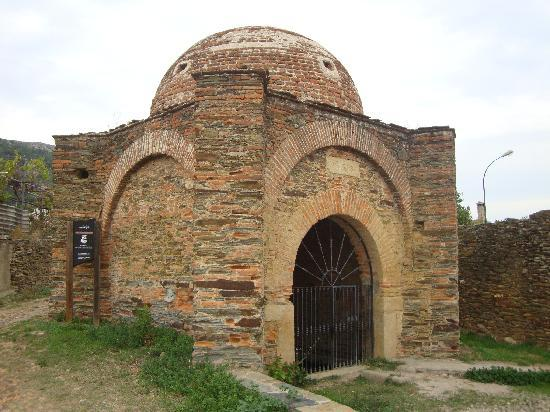
Fuente Nueva. 'Juenti Nuea

La encina La Doña es un árbol peculiar de este pueblo al igual que los eucaliptos del paseo del cementerio, el 'Estanquillo', la Garganta del Fraile, Peñafalcón, o la Cruz del Siglo.
Parte de su término se encuentra dentro del parque nacional de Monfragüe

## Urbanismo
Calles principales, plazas, barrios y llanos más populares[cita requerida]
- Aire,
- Aromo,
- Chinarral,
- Del Cristo (Va al santuario del Cristo),
- Del Medio,
- De la Iglesia (donde se encuentra la Parroquia),
- De la plaza,
- Hondonada,
- Mortero,
- Pai Juan (principal),
- Parras,
- Real.
- Plaza de la Constitución.
- Plazuela del doctor Rivas Mateos.
- Barrio Alto,
- Barrio San Antonio.
- Llano y plazuela del Hospital,
- Llano de 'El Radical',
- Llano de Tía Rita.

Parques, jardines y paseos
- Parque Sur, se trata del mayor parque y jardines de la localidad. Situado al sur del pueblo, limitando con las piscinas municipales, el barrio de San Antonio, los llanos del 'banco de jerral' y los llanos próximos al Chinarral. Cuenta con 2 partes, una parte ajardinada, y ornamentada. Y la otra con zona de columpios y recreos. Separadas por la carretera que atraviesa el pueblo o Paseo de Extremadura con amplios bancos a un lado y a otro de esta. Al finalizar la parte ajardinada nos encontramos con el Jardín de Eucaliptos y el 'estanquillo', (laguna de grandes dimensiones). Y al finalizar la zona de parque, un largo paseo.
- Parque Pininus: De dimensiones reducidas a la entrada por Mirabel.
- Plaza-Parque de San Antonio: Plaza totalmente cuadrada, adosada a la ermita del santo. Cuenta con columpios, paseo y bancos.

## Cultura

### Entidades culturales
Instalaciones culturales
- Biblioteca pública municipal.
- Casa de Cultura.
- Museo etnográfico y centro de interpretación: La Huella del Hombre en Monfragüe.

Asociaciones culturales
- Asociación de mujeres,
- Asociación de madres y padres del colegio público Cristo de la Victoria, A.M.P.A.,

### Eventos culturales

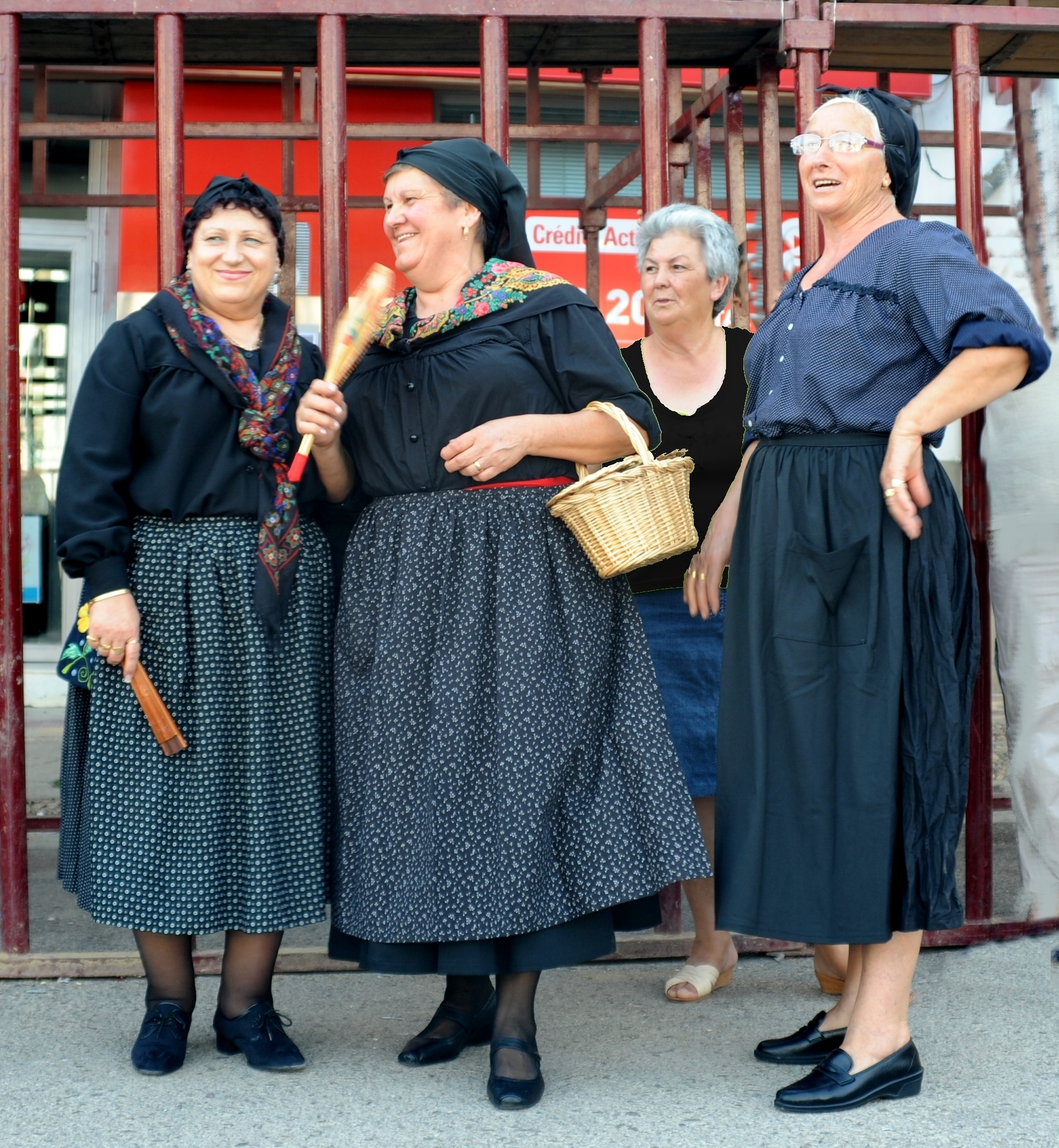
Día del Habla Serradillana.

Desde hace unos años se viene celebrando a mediados de agosto el Día del Habla Serradillana, una jornada cultural y festiva en honor al habla extremeña particular de esta localidad. En la celebración del Día del Habla de 2013 se realizó el estreno de la película Territoriu de bandolerus, una película hecha y dirigida por el pueblo de Serradilla que fue la primera película realizada íntegramente en habla extremeña.
Existen en Serradilla desfiles de Carnaval, que recorre la villa saliendo de la plaza de la Constitución, y Cabalgata de Reyes, que el 5 de enero va de la casa de cultura a la plaza pasando por el convento del Cristo de la Victoria. En el convento se instala un belén viviente durante la cabalgata.[cita requerida]

## Patrimonio cultural inmaterial

### Festividades
- Semana Santa: comienzan sus desfiles procesionales, el Viernes de Dolores, con la famosa procesión de los faroles. El domingo de ramos procesión de palmas, desde el santuario del Cristo a la parroquia. En miércoles santo, procesión del silencio. Jueves Santo, procesión del Nazareno y su ilustre madre La Virgen de la Soledad, la noche de este jueves, cabe destacar los hermosos monumentos levantados en la parroquia y en el santuario. Viernes Santo, vía crucis en la parroquia, y por la noche la procesión del Santo Entierro, con los pasos del Cristo de la Salud, Cristo yacente en el sepulcro, y la Soledad. Ambas por la real cofradía de la Vera-cruz. El domingo de resurrección sale de la iglesia el Cristo Resucitado por una calle, y por otra, el paso de Ntra. Sra. de la Alegría Procesión del Encuentro, se saludan en la plaza del pueblo. Hasta la década de los 50, esta se hacía a carrera y al alba de la aurora, a las 6 de la mañana.
- Romerías primaverales: el lunes de Pascua se celebra la romería de Santa Catalina en la que jóvenes y mayores van a pasar el día al campo, es la principal romería del municipio; la otra romería mayor es la de San Cristóbal, el puente del 1 de mayo; el domingo de la Ascensión es la romería de la Virgen de Monfragüe.
- Fiestas de agosto, comunes en toda Extremadura por ser días de visita de los emigrantes. En Serradilla es el primer día destacado el 15 de agosto, día de la patrona del pueblo la Virgen de la Asunción; el día 5 empiezan las novenas en su honor. Numerosas ofrendas florales y rosarios de la Aurora los días previos. A final del mes tienen lugar las fiestas patronales de San Agustín, siendo el día 28 el día del patrón y el día 29 la romería de la Sandía.
- 14 de septiembre: es el día de la Exaltación de la Cruz y por ello el día del Santo Cristo de la Victoria de Serradilla; en los días previos a esta, el pueblo se abarrota totalmente de gente, forasteros y turistas. El 4 empiezan sus novenas. El domingo siguiente al día 14 de septiembre se celebra el día de Voto de Villa que se celebra en acción de gracias al Santísimo Cristo.
- Último domingo de septiembre, festividad de la Virgen de la Merced, patrona de su pedanía Villarreal de San Carlos o Lugar Nuevo.

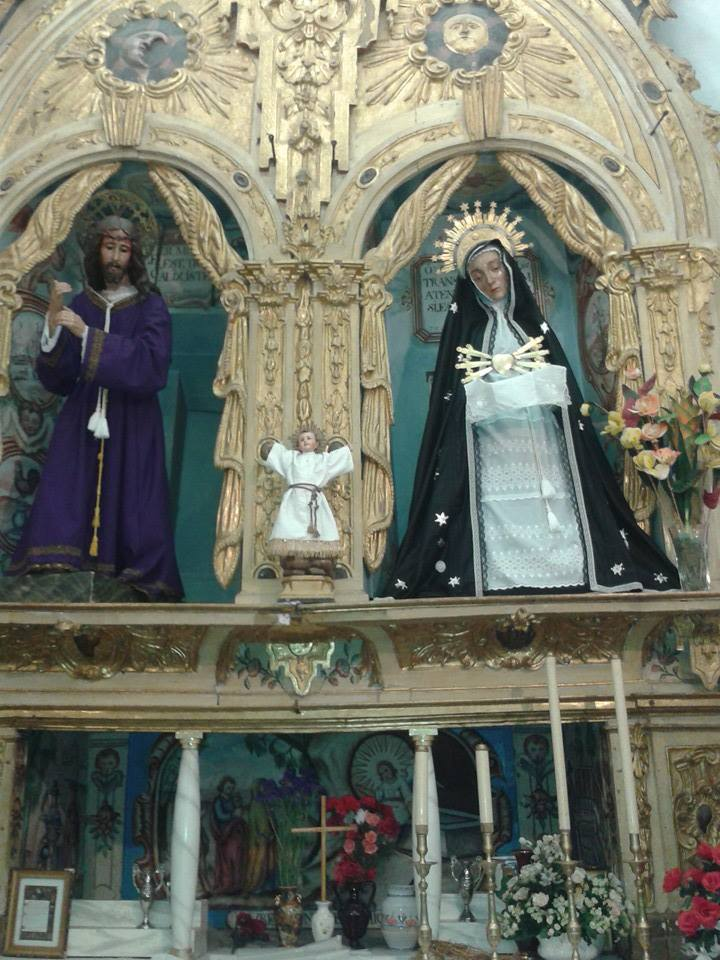
Capilla de la pasión, iglesia parroquial de la Asunción de María. Destaca la imagen del Nazareno de 1702 y de Nuestra Señora de los Dolores, sacada en procesión el Viernes de Dolores, alumbrándola con faroles de papel portados en cañas.

### Tradiciones
Tradiciones religiosas
Su mayor tradición es la procesión de los Faroles, en la que con faroles de papel, se alumbra a la dolorosa la noche del Viernes de Dolores, haciéndola una novena en la Parroquia de la Asunción, cantándola a la Virgen los 7 dolores, famosos en este pueblo.
Otra procesión destacable es la del Corpus Christi, en el que se confeccionan floridos altares, y los suelos de las calles donde pasa la procesión de la eucaristía, permanecen llenos de los vivos colores de pétalos de flores, simulando formas al Sacramento del Altar. Los grupos de adoración nocturna serradillana son los que mantienen esta tradición.
Otros eventos religiosos anuales son el día del Niño (1 de enero), las Candelas (2 de febrero, se va recuperando la tradición de la Purificación de la Virgen, antigua patrona del pueblo hasta el siglo XVIII), la Cruz de mayo (3 de mayo), Santa Rita (22 de mayo), San Antonio de Padua (13 de junio, donde se hace una novena en la ermita, y el 13 de junio hacen la procesión por el barrio, subastas, donde se canta la famosa canción de los Pajaritos y posteriormente se reparten dulces típicos), Sagrado Corazón (la noche del sábado anterior al último domingo de junio, se conoce en el pueblo por 'las espigas') y Santa Ana (26 de julio, se lleva la imagen en procesión a la parroquia).
Muy extendida por el pueblo, es la costumbre de llevar por las calles, de casa en casa, unas pequeñas capillas de madera con la imagen de algún Santo o de la Virgen. Tradición que se arraiga desde la década de 1920; Cultura que se cree que arraigó en el pueblo, gracias a Laureana Serrano Moreno, una gran mujer que realizó grandes trabajos por Serradilla, y sobre todo por sus vecinos más pobres.
A pesar de la importancia que tiene el Santo Cristo de la Victoria de Serradilla en la cultura local, no forma parte de las tradiciones locales el sacar la imagen en procesión por las calles de la villa. El Cristo de la Victoria sale en contadas ocasiones, y casi siempre lo ha hecho solo en casos de sequía extrema. Para que el Cristo de Serradilla salga en procesión, es necesario un largo tiempo de novenas, y rituales tradicionales que preparan al pueblo para ese acontecimiento histórico. La imagen ha recorrido las calles del pueblo cacereño en tan solo dieciséis ocasiones desde 1641, en que llegó a Serradilla. La primera fue en 1648 para dar acción de gracias por la terminación de la obra y la decimosexta y de momento última ha sido en 2016 por el Jubileo Extraordinario de la Misericordia. De las procesiones para pedir agua en tiempo de sequía, fue especialmente multitudinaria la de 1981, donde más de veinte mil forasteros acudieron a la villa.
Durante las tardes anuales del mes de mayo, se reza el Rosario por las calles, cada día en una, donde los vecinos levantan preciosos altares a la Virgen repartiendo luego dulces, y recitando poesías, y ofreciendo flores a la imagen. El último día se hace el Rosario de la Aurora, por todo el pueblo, a las 6:00 de la mañana, con gran afluencia de gente.
Tradiciones civiles
- La `Mogará´, el 1 de noviembre, se sale al campo a asar los calbotes.
- La Pringona o el Día de La Pura, 8 de diciembre, conocido así, por el trasiego que hay esos días de matanzas típicas y recolección de aceitunas.

Folclore

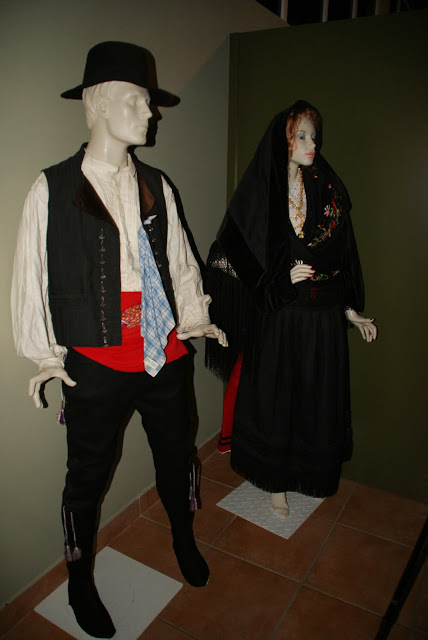
Pareja con el traje típico de serradillanos.

Abundan en este pueblo, numerosos juegos populares extremeños y sobre todo serradillanos, como Marro, Tantajerrera, Las Catarromas, Los mochos, La Sepulturas, El truque o Truqui en serradillano... Un amplio abanico en el que los niños y niñas de Serradilla, mostraban su destreza y habilidad para divertirse, corriendo por sus empedradas calles. Juegos que se perdieron en la década de los 70-80, pero que hoy en día se recuerdan y se van recuperando.
Otro patrimonio singular es su habla característica, encuadrada en el extremeño, variante del leonés oriental.
Entre los cantos populares destacan el famoso Viacrucis de Salamanca cantado en la mañana de Viernes Santo, el Himno a la Asunción, Los Dolores y la Jota Serradillana o Jota de la Molinera.

### Gastronomía
Calderetas de cabrito, 
cochinillos, frites o 'fritis',
tortillas de espárragos 'pijoteros',
migas, 
arroz con liebre,
gazpacho serradillano o 'serraíllano'
Presa de matanzas,
arroz con habas o 'jabas',
paella a la serradillana,
bolas de pimientos fritos,
carnes en salsas,
chanfainas del cabrito,
sopas de tomates, de patatas,
mojes de aderones y naranjas,
mojes de peces del río Tajo.
El dulce típico de este pueblo, ya que no se encuentra en ninguna parte del mundo, es la llamada 'pringá' de chicharrones, muy contundente realizado con las mantecas de las matanzas de invierno, se cuece en horno.
Entre otros dulces abundan las roscas fritas, perrunillas, rizos, floretas, orejones y huevillos.
También destacan la gran variedad de embutidos ibéricos.

## Deportes

### Instalaciones deportivas
- Cuenta con campo de fútbol, situado en el 'ejido'.
- Piscinas municipales
- 2 Amplios pabellones polideportivos.
- Gimnasio municipal.
- Pista de Papel

### Entidades deportivas
- Sociedad de pescadores Arco-Iris,
- Asociación de cazadores.
- Creada en 2014, la asociación ciclista "4 Lobos y 3000 buitres", con una gran carrera anual, celebrada la primera edición el 3 de agosto de 2014.
- Equipo de fútbol creado en 2015 que juega en el grupo IV en Primera Regional Extremeña, A.D. Serradilla es Monfragüe.
- Asociación de Mujeres Serradillanas